# Brielpoort
De Brielpoort is een concertzaal met een zaaloppervlakte van 1800 m², gelegen net buiten het stadscentrum van Deinze.
Talrijke artiesten en groepen passeerden al de revue in de Deinse Brielpoort. Groepen zoals Level 42, Dire Straits, U2, Simple Minds, The Cure, AC/DC en Scorpions deden in Deinze hun allereerste acts op het vasteland. De populariteit van de Brielpoort als concertzaal begon aan het einde van de 20e eeuw langzaamaan te tanen. 
De Brielpoort staat tegenwoordig vooral bekend als zaal voor het organiseren van grote evenementen, zoals job-, landbouw-, handelsbeurzen, modeshows, tentoonstellingen, rommelmarkten en fuiven.
De Brielpoort ligt vlak bij het Museum van Deinze en de Leiestreek en De Brielmeersen.
Antwerpen: De Roma · Lotto Arena · Sportpaleis · Trix 
 Brussel: Ancienne Belgique · Koninklijk Circus · ING Arena · Le Botanique · Vorst Nationaal 
 Limburg: Muziekodroom · Trixxo Arena

 Oost Vlaanderen: Brielpoort · De Vooruit · Handelsbeurs 
 West Vlaanderen:  Buda Kunstencentrum · Cactus Muziekcentrum · De Kreun · De Werf 
 Vlaams Brabant: Het Depot